# ジョージア財務省
ジョージア財務省（ジョージアざいむしょう、グルジア語: საქართველოს ფინანსთა სამინისტრო）は、ジョージアの中央省庁の一つ。国家の金融・財政部門を担当する。

## 業務
財務省の主たる業務は、次のとおりである。
- 持続可能な経済発展と財政安定を確保するために金融業界を統制すること
- 金融、予算、税金に関する国家政策を執行すること
- 国家財政の安定と国内金融市場の発展を確保すること
- 諸外国の債権者をジョージア経済に誘致すること
- 予算編成、税務予測、資金計画を改善すること
- 歳入と歳出の財務管理を確実にすること
- 財政発展、歳入動員、国家予算に関する財源管理を改善すること
- 国内資金移動の管理すること

## 内部部局
財務省には、以下の内部部局がある。
- 調査局
- 国税局
- 国庫局
- 財務大臣事務局
- 財務大臣アカデミー
- 金融分析局
- 会計監査局

## 歴代大臣
| 氏名                         | 在任期間                 | 在任期間                 | 備考                     |
| 氏名                         | 開始                     | 終了                     | 備考                     |
| ジョージア共和国財務大臣     | ジョージア共和国財務大臣 | ジョージア共和国財務大臣 | ジョージア共和国財務大臣 |
| ---------------------------- | ------------------------ | ------------------------ | ------------------------ |
| グラム・アブサンゼ           | 1990年11月               | 1992年1月6日             |                          |
| パルナオズ・アナニアシヴィリ | 1992年1月6日             | 1993年9月11日            |                          |
| ダヴィト・イアコビゼ         | 1993年9月11日            | 1995年12月               |                          |
| ダヴィト・イアコビゼ         | 1995年12月               | 1997年4月                | 2期目                    |
| ミヘイル・チクアセリ         | 1997年5月5日             | 1998年11月16日           |                          |
| ダヴィト・オノプリシヴィリ   | 1998年11月16日           | 2000年5月14日            |                          |
| ズラブ・ノガイデリ           | 2000年5月14日            | 2001年11月1日            |                          |
| ミリアン・ゴギアシヴィリ     | 2001年11月1日            | 2003年11月27日           |                          |
| ジョージア財務大臣           |                          |                          |                          |
| ズラブ・ノガイデリ           | 2003年11月27日           | 2005年2月17日            |                          |
| ヴァレリ・チェチェラシヴィリ | 2005年2月17日            | 2005年6月29日            |                          |
| アレクシ・アレクシシヴィリ   | 2005年6月30日            | 2007年8月30日            |                          |
| ニカ・グラウリ               | 2007年8月30日            | 2009年2月6日             |                          |
| カハ・バインドゥラシヴィリ   | 2009年2月6日             | 2011年6月17日            |                          |
| ディミトリ・グヴィンダゼ     | 2011年6月20日            | 2012年8月13日            |                          |
| アレクサンドレ・ヘタグリ     | 2012年8月13日            | 2012年10月25日           |                          |
| ノダル・ハドゥリ             | 2012年10月25日           | 2016年11月27日           |                          |
| ディミトリ・クムシシヴィリ   | 2016年11月27日           | 2017年11月13日           |                          |
| マムカ・バフタゼ             | 2017年11月13日           | 2018年6月13日            |                          |
| ニコロズ・ガグア             | 2018年6月13日            | （現職）                 |                          |